# تحت الجلد (فلم)
تحت الجلد (بالإنجليزية: Under the Skin) هو فيلم خيال علمي من إخراج جوناثان غلازر وبطولة سكارليت جوهانسون. صدر الفيلم في الولايات المتحدة في 4 أبريل 2014.

## روابط خارجية
- مقالات تستعمل روابط فنية بلا صلة مع ويكي بيانات